# ولید ازارو
ولید ازارو‎ (عربی: ولید أزارو؛ زادهٔ ۱۱ ژوئن ۱۹۹۵) بازیکن فوتبال اهل مراکش است.
از باشگاه‌هایی که در آن بازی کرده‌است می‌توان به باشگاه ورزشی الاهلی مصر اشاره کرد.
وی همچنین در تیم ملی فوتبال مراکش بازی کرده‌است.